# 2227 Otto Struve
2227 Otto Struve è un asteroide della fascia principale. Scoperto nel 1955, presenta un'orbita caratterizzata da un semiasse maggiore pari a 2,2358213 UA e da un'eccentricità di 0,1746277, inclinata di 4,94829° rispetto all'eclittica.
L'asteroide è dedicato all'astronomo Otto Struve.